# 일자목 증후군
일자목증후군(Forward head posture)은 경추 전반에 위치한다. 이 증상은 때때로 "학자의 목" 또는 "독서 목" 이라고 한다. 이것은 머리를 너무 높은 곳에 두고 자거나, 컴퓨터나 핸드폰의 과다한 사용, 등쪽 개발근과 칼슘등의 영양소 부족 등 여러 가지 요인으로 인해 발생하는 자세적인 문제이다. 이로 인해 발생하는 부정적인 영향은 따끔거리고 마비가 되는 팔과 어깨뼈사이의 불타는 듯한 고통을 포함한다.

## 치료법
치료법은 근육의 불균형 보정을 포함한다.
목 돌출을 유발하는 근육 스트레칭 :
- 낮은 자궁 경부 굴근 : 흉쇄, 전방 및 내측 부등변 근육.

- 상부 경추 (자본) 신전근 : 머리반가시근, 머리널판근, 후두하근육, 머리가장긴근

목 수축을 유발하는 근육 스트레칭:
- 낮은 경추 신전근 : 경판산근, 경반극근, 목가장긴근

- 상부 경추 (자본) 굴근 : 머리긴근, 설골상근,

FHP는 일반적으로 상부 교차 증후군과 흉곽 출구 증후군의 일부로 나타난다.
치료는 몸통뒤쪽의 능형근과 같은 근육을 스트레칭하는 동안 몸통 앞쪽의 큰가슴근, 작은가슴근같은 스트레칭을 포함한다.